# Halloween 3
Vous lisez un « bon article » labellisé en 2008.
Pour les articles homonymes, voir Halloween (homonymie) et Season of the Witch.
Série Halloween
Halloween 2
(1981) Halloween 4 :
Le Retour de Michael Myers
(1988)
Pour plus de détails, voir Fiche technique et Distribution.
Halloween 3 : Le Sang du sorcier (Halloween 3: Season of the Witch) est un film d'horreur américain réalisé par Tommy Lee Wallace, sorti en 1982. Ce long métrage fait partie de la série de films Halloween.
Ce film fait suite à La Nuit des masques de John Carpenter (1978) et de Halloween 2 de Rick Rosenthal (1981) mais n'entretient aucun rapport avec ceux-ci, mis à part le thème de la fête d'Halloween. C'est le seul film de la saga dans lequel Michael Myers n’apparaît pas. S'écartant du genre slasher, l'accent, mis auparavant sur un tueur psychopathe, l'est désormais sur un savant fou sur fond de sorcellerie avec des éléments de science-fiction. Le but était, après deux premiers volets, de créer une anthologie de films d'horreur autour de la fête d'Halloween. Après l'échec rencontré par ce 3e volet, la série reviendra au slasher et à ses personnages récurrents dans le 4e épisode. Bien que certaines scènes soient violentes, il n'est pas comparable avec Halloween 2 qui comportait de nombreuses scènes gore.
Le film raconte l'histoire d'un homme, avec un masque d’Halloween à la main, qui est amené à l’hôpital après avoir été poursuivi par de mystérieuses personnes. Quelques heures plus tard, il est violemment assassiné dans son lit d’hôpital. Le docteur Dan Challis, qui s’occupait du patient avant sa mort, est ensuite témoins du suicide du tueur. Intrigué, il va alors mener son enquête, avec l’aide d’Ellie Grimbridge, la fille de l’homme assassiné, pour découvrir les vraies raisons du meurtre. Ils font alors le trajet jusqu'à la ville de Santa Mira, où les masques d’Halloween sont fabriqués. Sur place ils vont découvrir les plans diaboliques de Conal Cochran, le fabricant de jouets...
Produit avec un budget d'environ 2 500 000 $ US, le film ne rapporte que 14 400 000 $ US au box-office américain. Parmi les dix films de la saga, ce sera l'un des films, avec Halloween 5, dont les résultats financiers auront été les plus faibles. S'ajoutent à ce mauvais résultat des critiques très dures. Vingt ans plus tard, une critique suggéra qu'Halloween 3 ne faisait pas partie de la série Halloween et qu'il « n'était pas le pire film d'horreur de l'époque, mais était loin d'en être le meilleur ».

## Synopsis
Le samedi 23 octobre, Harry Grimbridge, commerçant, est poursuivi par de mystérieux hommes d'affaires portant des costumes. Il s'effondre dans une station-service et est conduit à l'hôpital. L'homme répète : « ils vont nous tuer. Chacun d'entre nous. » Grimbridge est placé dans le service du docteur Daniel Challis. Un homme en costume entre alors dans sa chambre et appuie fortement sur ses yeux pour lui fracturer le crâne. Peu de temps après, l'homme retourne dans sa voiture, puis verse de l'essence pour allumer un feu. La voiture explose très rapidement, avertissant l'entourage du désastre.
Challis contacte par la suite la fille de la victime, Ellie. Celle-ci, bouleversée, lui apprend que son père était confectionneur de jouets et qu'il travaillait pour le compte de la société Silver Shamrock, située dans la petite ville de Santa Mira en Californie et dirigée par un Irlandais vivant aux États-Unis, Conal Cochran.
Challis et Ellie se mettent à enquêter sur la société qui semble être à l'origine de cette affaire. Dans l’hôtel où ils résident, une femme est emmenée par une ambulance après avoir eu un mystérieux accident avec un masque d’Halloween. Le lendemain, ils sont conviés à une visite guidée dans l’usine de fabrication avec la famille Kupfer. Ils découvrent alors l'existence d'un entrepôt surveillé par d'étranges hommes en costumes. Peu de temps après, Ellie est enlevée par ces derniers. Challis se rend alors dans l'usine et découvre que les hommes en combinaison sont en fait des androïdes créés par le mystérieux Cochran. Bien que Challis réussisse à neutraliser l'un de ces androïdes, il est capturé par d'autres, plus nombreux.
Cochran lui révèle alors son plan machiavélique qui consiste à tuer un bon nombre de personnes. Les masques qu'il vend, destinés aux enfants, sont équipés de badges, et ces derniers réagissent à un signal envoyé par une publicité Silver Shamrock qui sera diffusée la nuit d'Halloween, encourageant tous les enfants à mettre les masques. Le badge envoie un laser qui fait littéralement fondre le crâne de l'enfant et cause aussi la mort atroce de son entourage. Cochran lui fait une démonstration avec la famille Kupfer, enfermée dans une pièce. Challis constate que des serpents, araignées et autres insectes jaillissent de la tête de l'enfant.
Plus tard, Challis réussit à s'échapper de la cellule où l'avait enfermé Cochran et en profite pour sauver Ellie. Il veut tout faire pour empêcher que ce plan diabolique ne se réalise, d'autant plus que ses propres enfants ont déjà acheté ces masques Silver Shamrock. Pour ça, il se rend dans la pièce principale de l’usine, avec la pierre magique qui servit à fabriquer les badges. Il trouve alors des cartons remplis de badges et les lance sur Cochran et les techniciens. La musique de la publicité Silver Shamrok résonne alors et ils sont tous tués par les rayons laser. L'usine de fabrication prend alors feu… Challis découvre ensuite qu’Ellie était en réalité un androïde qui avait pris la place de la jeune femme. Il réussit à s’en débarrasser.
Challis se rend ensuite dans une station-service, le soir d'Halloween, à quelques minutes de la diffusion du clip meurtrier. Il appelle les trois chaines TV ayant accepté de le diffuser, en leur demandant de ne pas le montrer. Deux des trois chaines interrompent leurs programmes alors que le clip a démarré, mais le troisième refuse, ou prend plus de temps qu'il n'en fallait. Le film se termine sur le clip qui clignote (la citrouille d'Halloween est le signal) et sur le hurlement au téléphone de Challis, « Cooooouuuuuupeeeeeeeez ! ».
La fin du film, brutale, est ouverte et troublante. On ne sait pas si le héros, Challis, a réussi à empêcher la catastrophe de se produire ou s'il est déjà trop tard.

## Fiche technique
Sauf indication contraire, les informations mentionnées dans cette section peuvent être confirmées par les bases de données cinématographiques IMDb et Allociné,  présentes dans la section « Liens externes ».
- Titre original : Halloween 3: Season of the Witch
- Titre français : Halloween 3 : Le Sang du sorcier
- Réalisation : Tommy Lee Wallace
- Scénario : Tommy Lee Wallace, avec la participation non créditée de Nigel Kneale et John Carpenter
- Musique : John Carpenter et Alan Howarth
- Décors : Peter Jamison et Linda Spheeris
- Maquillage : Thomas R. Burman et Ron Walters
- Coiffure : Frankie Bergman
- Photographie : Dean Cundey
- Son : James Cavarretta, Steve Maslow, Bill Varney
- Montage : Millie Moore
- Production :  John Carpenter et Debra Hill †
  - Production déléguée : Joseph Wolf et Irwin Yablans
  - Production déléguée (non crédité) : Moustapha Akkad et Dino De Laurentiis
  - Production associée : Barry Bernardi
- Sociétés de production : Dino De Laurentiis Company et Universal Pictures
- Sociétés de distribution : Universal Pictures (États-Unis) ; UGC Distribution (France)
- Budget : 2,5 millions de $[2],[3]
- Pays de production :  États-Unis
- Langue originale : anglais
- Format : couleur (Technicolor) - 35 mm - 2,35:1 (Panavision) - son Mono
- Genre : épouvante-horreur (slasher), thriller, science-fiction
- Durée : 98 minutes
- Dates de sortie[4] :
  - États-Unis : 22 octobre 1982
  - France : 9 mars 1983
  - Suisse : 27 juin 1983
- Classification : 
  - États-Unis : interdit aux moins de 17 ans (R – Restricted)[N 1]
  - France : interdit aux moins de 13 ans lors de sa sortie en salle puis réévaluée en interdit aux moins de 12 ans[5],[6]
  - Québec : 13 ans et plus (13+ / 13 years and over)

## Distribution
- Tom Atkins (VF : Pierre Hatet) : Dr Daniel Challis
- Stacey Nelkin (VF : Céline Monsarrat) : Ellie Grimbridge
- Dan O'Herlihy (VF : Philippe Dumat) : Conal Cochran
- Michael Currie (VF : Georges Aubert) : M. Rafferty
- Ralph Strait (VF : Jacques Ferrière) : Buddy Kupfer
- Jadeen Barbor (VF : Monique Thierry) : Betty Kupfer
- Brad Schacter  (VF : Fabrice Josso) : « Little » Buddy Kupfer Jr.
- Garn Stephens (VF : Michèle Bardollet) : Marge Guttman
- Nancy Loomis (VF : Nicole Favart) : Linda Challis
- Jonathan Terry (VF : Serge Lhorca) : Starker, le clochard
- Al Berry (VF : Claude Joseph) : Harry Grimbridge
- Wendy Wessber (VF : Frédérique Tirmont) : Teddy
- Essex Smith (VF : Mario Santini) : Walter Jones, le pompiste
- Maidie Norman (VF : Paule Emanuele) : Agnès, l’infirmière
- John MacBride (VF : Jean Violette) : le shérif
- Loyd Catlett (VF : Guy Chapellier) : Charlie
- Paddi Edwards : la secrétaire
- Norman Merrill : Red
- Dick Warlock : l'assassin du clochard
- Martin Cassidy : l'assassin à l’hôpital
- Michelle Walker : Bella Challis
- Joshua John Miller : Willie Challis
- Jamie Lee Curtis (VF : Renée Duncan) : l'annonceuse du couvre-feu / l'opératrice téléphonique (voix) (non créditée)
- Tommy Lee Wallace (VF : Jean-Claude Michel) : l'annonceur des publicités Silver Shamrock (voix) (non crédité)
- Roland Ménard : le narrateur (uniquement en VF)

Version française réalisée par PM Productions ; direction artistique : Jean Droze ; adaptation des dialogues : Christian Dura ; enregistrement : Maurice Martin ; mixage : Pierre Davanture.

## Production

### Genèse et développement

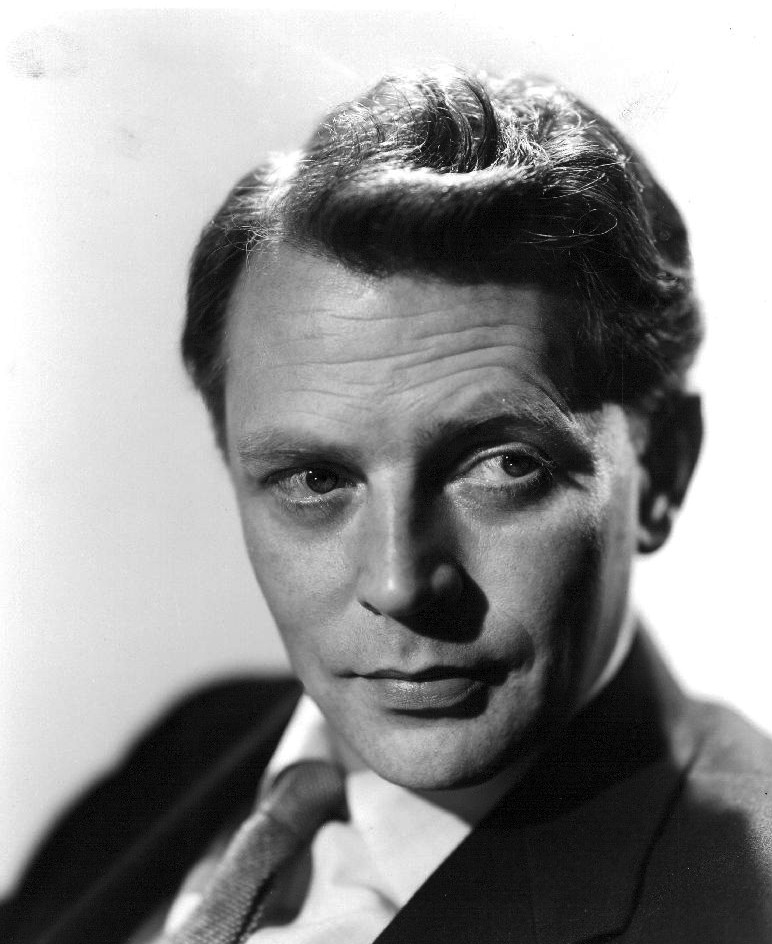
Dan O'Herlihy, interprète le rôle de Conal Cochran dans Le Sang du sorcier.

Lorsqu'ils sont sollicités pour la création d'un troisième film Halloween, les scénaristes John Carpenter (également réalisateur de l'original et compositeur des deux premiers) et Debra Hill (également productrice) sont initialement réticents. Selon le magazine Fangoria, ils acceptent finalement d'y participer seulement si le film n'est pas une suite directe d'Halloween 2, ce qui signifie notamment la disparition de Michael Myers. Irwin Yablans et Moustapha Akkad, producteurs des deux premiers films, financent le film pour 2 500 000 dollars.
Les effets spéciaux sont conçus par Don Post. Le masque est fabriqué en latex, comprenant un crâne et une sorcière orange sur fond de citrouille. Debra Hill déclare : « nous n'avions pas beaucoup d'argent pour les accessoires, c'est pour ça que Post n'a pas eu beaucoup de moyens et qu'il a dû utiliser le masque d'Halloween 2. » Post déclare de son côté :

« Partout, il y a des masques qui conviennent à l'humeur de la société, du bal masqué à des clowns maquillés. Les gens veulent un masque qui exprime leur sentiment à un moment précis, qu'ils soient en colère, triste, heureux ou vieux. Mais les masques représentant l'horreur sont les meilleurs. »

La plupart du tournage a lieu dans la petite ville côtière de Loleta dans le comté de Humboldt. Familiar Foods, une usine d'embouteillage de lait sert de décor à l'usine du fabricant de masques, mais tous les effets spéciaux impliquant le feu, de la fumée ou des explosions sont filmés au studio de Post.

### Scénario
Les producteurs engagent Nigel Kneale pour écrire le scénario, notamment fait que John Carpenter appréciait particulièrement sa série Bernard Quatermass. Le scénariste dira plus tard que son script n'était pas composé d'« horreur pure » et que  « l'histoire se concentre sur la tromperie, les chocs psychologiques plutôt que physiques. » Nigel Kneale affirme que le producteur Dino De Laurentiis, à qui appartenait les droits de production, n'a pas donné son accord pour que le scénario soit plus violent et gore. Si une grande partie de l'intrigue est restée la même, les modifications apportées déplaisent à Kneale qui demandera finalement que son nom soit retiré du générique. Le réalisateur Tommy Lee Wallace est ensuite engagé pour réviser le script.
Tommy Lee Wallace déclare à Fangoria que le titre[Lequel ?] faisait référence aux trois masques mis en scène dans le film et à la tentative de poursuite de la saga dans ce sens. Il explique dans l'interview que John Carpenter et Debra Hill ont voulu que chaque épisode de la série Halloween soit différent, en précisant, « il est dans notre intention de créer une anthologie de la série, comme Night Gallery ou La Quatrième Dimension sur une échelle beaucoup plus grande, bien sûr. » Chaque année, un nouveau film devait sortir sur un aspect différent de la saison d'Halloween.

### Attribution des rôles
Tom Atkins interprète le docteur Daniel « Dan » Challis, un médecin alcoolique. Avant Halloween 3, l'acteur était apparu dans plusieurs films de John Carpenter tels que Fog (1980) et New York 1997 (1981). Il avait joué en guest star dans des séries télévisées comme Harry O, 200 dollars plus les frais et Lou Grant. Il accepta de jouer dans Halloween 3 simplement pour être le héros. Tout comme Jamie Lee Curtis, il ne voulait pas tourner seulement des films de genre : « Je ne voudrais pas tourner que des films d'horreur durant toute ma carrière. » Après le troisième Halloween, Atkins poursuit sa carrière dans des dizaines de films et de séries télévisées.
Stacey Nelkin interprète Ellie, une jeune femme dont le père a été assassiné par Silver Shamrock. Elle passa d'abord une audition et fit des essais pour le rôle. Dans une interview, l'actrice note à propos de son personnage : « Ellie est une femme très forte d'esprit. Moi-même, je n'ai pas cette force. » La comédienne a estimé que c'était un « honneur » de succéder à Jamie Lee Curtis. Selon Roger Ebert, la performance de Nelkin a « sauvé le film ». Avant son rôle de Grimbridge, l'actrice avait joué dans les séries CHiPs et La Famille des collines. Après Halloween 3, Nelkin continuera à travailler à la télévision.
Le vétéran irlandais Dan O'Herlihy interprète Conal Cochran, le propriétaire de Silver Shamrock. L'acteur, qui a joué dans près de 150 films, a été nommé à l'Oscar du meilleur acteur en 1955 pour Les Aventures de Robinson Crusoé (1954). Avant sa mort en 2005, il tournera une vingtaine d'autres films et de séries télévisées. Il admet dans une interview avec le magazine Starlog ne pas avoir été particulièrement impressionné par le film monté.
Deux acteurs d'Halloween 3 ne sont pas totalement étrangers à la saga. Nancy Kyes interprète Linda, l'ex-femme de Challis. Elle avait interprété l'amie de Jamie Lee Curtis (Laurie Strode) dans Halloween : La Nuit des masques. Dans Halloween 2, elle n'avait fait qu'un caméo. D'ailleurs, l'actrice avait déjà joué avec Tom Atkins dans Fog. Quant à Dick Warlock, il était l'un des acteurs à avoir joué Michael Myers dans le second épisode.

### Réalisation

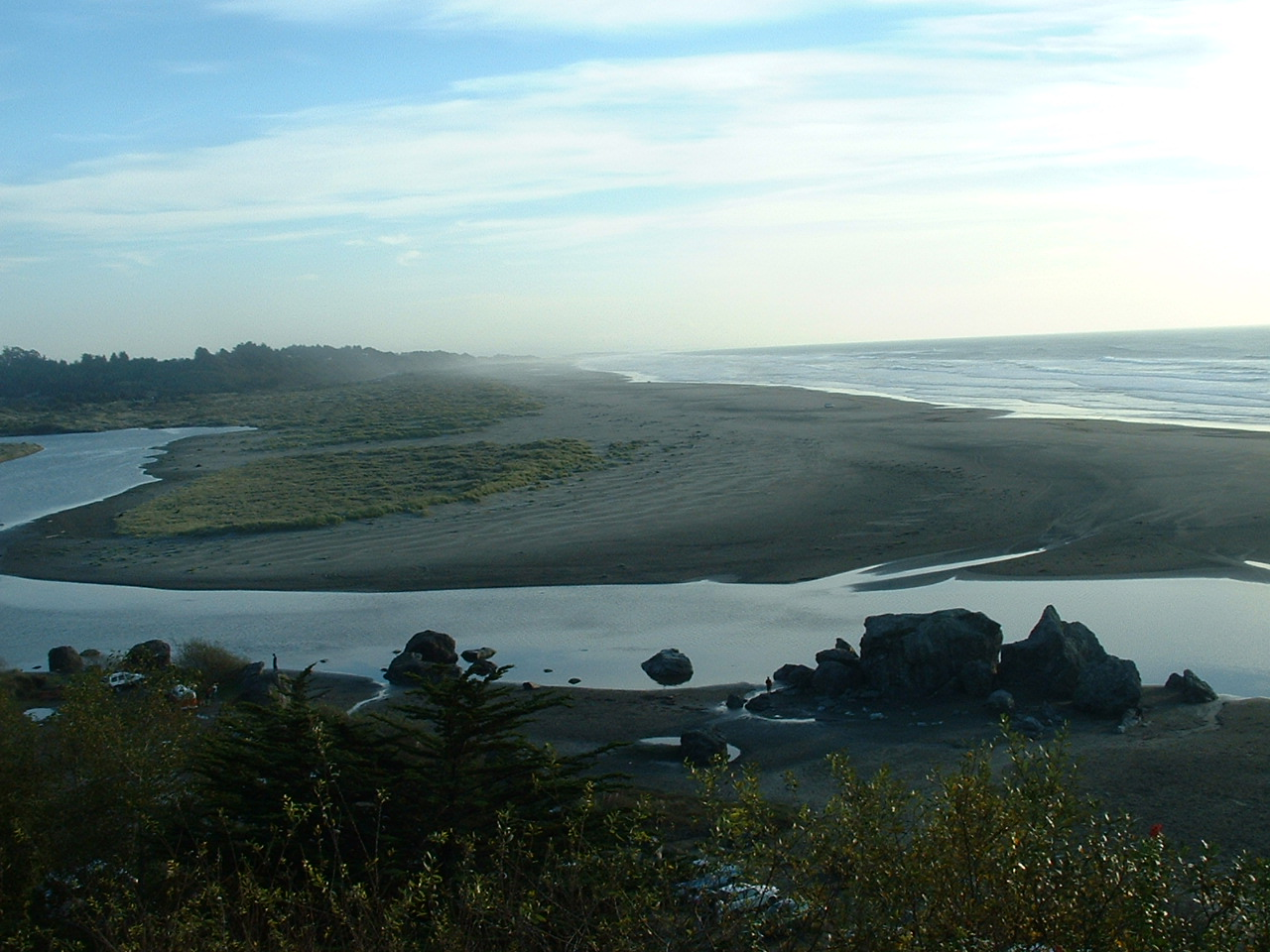
Comté de Humboldt (Californie), lieu de tournage du film.

Avec Halloween 3, Tommy Lee Wallace réalise son premier film bien qu'il ne soit, lui aussi, pas étranger à cette saga. Il était le directeur artistique de La Nuit des masques et avait été préconisé pour réaliser Halloween 2 avant que le choix de John Carpenter ne se porte sur Rick Rosenthal. Après Le Sang du sorcier, il réalisera d'autres films d'horreur tels que Vampire... vous avez dit vampire ? II (1988), Vampires 2 : Adieu vampires (2002) ou encore le téléfilm « Il » est revenu (1990), d'après le roman de Stephen King.
Malgré les désaccords entre Tommy Lee Wallace et le scénariste Nigel Kneale, les acteurs ont tous trouvé le réalisateur appréciable. Stacey Nelkin déclare : « le tournage était amusant. Tommy Lee Wallace est très ouvert. »
Bien que le troisième film s'éloigne de l'intrigue des deux premiers films, Tommy Lee Wallace a tenté de rapprocher les trois films à travers plusieurs thèmes. Le générique d'ouverture est une animation numérique sur fond d'une citrouille qui figurait auparavant sur les deux premiers films. Dans une autre scène, on voit ce que le docteur Challis réalise comme si le spectateur se trouvait à sa place. Cette scène fait référence au début de La Nuit des masques, où l'on se trouve à la place du jeune Michael Myers tuant sa sœur en portant un masque de clown.
Dans ce troisième film, Wallace n'a pas utilisé autant de gore que dans Halloween 2. Selon Tom Atkins, « les effets dans ce film ne sont pas sanglants, ils sont plus que bizarres. »
Tom Burman, directeur des effets spéciaux, indique dans une interview : « ce film ne provoque aucun dégoût chez les spectateurs. C'est un film amusant avec beaucoup d'émotions ; il n'y a pas de violence gratuite et encore moins de gore. »
La plupart des effets spéciaux étaient censés être drôles. Le critique Vincent Canby du New York Times écrit : « le film comporte un grand nombre d'effets spéciaux horriblement comiques ... ». Canby était l'un des rares critiques de l'époque à avoir donné une bonne opinion d'Halloween 3.

### Musique
Comme dans La Nuit des masques et Halloween 2, la musique est restée très importante dans Le Sang du sorcier. De nombreux morceaux font souvent sursauter le public alors qu'il ne se passe rien.
La bande sonore estt de nouveau composée par John Carpenter et Alan Howarth qui avaient déjà travaillé sur Halloween 2. Le thème d'Halloween 3 est différent des deux premiers films. John Carpenter a remplacé le piano par une mélodie plus lente, joué sur un synthétiseur : c'est un système tonal. Alan Howarth explique comment Carpenter et lui ont composé la musique pour ce troisième film :

« Le style musical de John Carpenter a évolué dans cette musique. Nous avons exclusivement travaillé avec des  synthétiseurs. Le film a d'abord été transféré sur une cassette vidéo et synchronisé avec un 24 pistes Master Audio Recorder, puis, en regardant le film, nous composions la musique en rapport avec les images que nous voyions. Le processus a été très rapide,. »

L'un des aspects les plus mémorable de la bande sonore du film est le jingle de la Silver Shamrock Halloween. Pour la promotion du film, sur l'air de London Bridge Is Falling Down, Tommy Lee Wallace encourageait les enfants à acheter un masque d'argent Shamrock et à le porter durant la nuit d'Halloween :
Huit autres jours jusqu'à Halloween,
Halloween, Halloween.
Huit autres jours jusqu'à Halloween,
Silver Shamrock.
L'album du film est sorti le 22 octobre 1982. Un autre album, avec des musiques supplémentaires, est, quant à lui, sorti en 2007 pour le 25e anniversaire du film.

## Accueil

### Accueil critique
Les critiques envers Halloween 3 sont mitigées. Vincent Candy du New York Times trouve le film bon. Au contraire, d'autres critiques ont été dures. Roger Ebert écrit que le film est « un très faible thriller. »
Tom Milne du magazine britannique Time Out a été plutôt positif. Contrairement à d'autres, il pense que le début d'une nouvelle saga est rafraîchissant : « il n'y a plus de possibilités de films avec les personnages des deux précédents Halloween. Le Sang du sorcier est plus ingénieux. Le plan diabolique du personnage principal rétablit les origines d'Halloween : le culte des sorcières. » Il souligne néanmoins que le scénario était « un peu en pagaille », mais ajoute que le résultat final est « très réussi ».
Depuis[Quand ?], Halloween 3 est beaucoup plus apprécié par certains,.
Rotten Tomatoes lui a scolarisé un score de 50 % de critiques favorables, basé sur 36 avis[réf. nécessaire].

### Box-office
Halloween 3 : Le Sang du sorcier sort dans 1 297 salles aux États-Unis le 22 octobre 1982. Il engrange 6 333 259 $ pour son premier weekend d'exploitation. À l'instar de son prédécesseur, le film a été distribué par Universal Pictures, par le producteur italien Dino De Laurentiis. Il totalise 14 400 000 $ aux États-Unis, l'une des performances les plus médiocres de la saga Halloween. D'autres films d'horreur sortis à cette époque font bien mieux comme Poltergeist (76 606 280 $), Meurtres en 3 dimensions (34 581 519 $) ou Creepshow (21 028 755 $).
En France, le film totalise 120 982 d'entrées, soit plus de 81 000 entrées de moins que le précédent volet.
| Pays       | Box-office           |
| ---------- | -------------------- |
| États-Unis | 14 400 000 $         |
| France     | 120 982 entrées      |
| Mondial    | Plus de 14 400 000 $ |

## Distinction
Halloween 3 est nommé aux Saturn Awards par l'Academy of Science Fiction, Fantasy and Horror Films dans la catégorie de la meilleure affiche en 1983.

## Exploitation

### Éditions en vidéo
Le film sort en VHS, Betamax, laserdisc et RCA Selectavision formats vidéodisque en 1983 par MCA / Universal Home Video. Il ressort en 1984, 1987 et de nouveau en 1996.[réf. nécessaire]
Le film Halloween 3 est sorti en DVD le 25 octobre 2000. Avec l'arrivée du Blu-ray, une version Combo Blu-ray + DVD en édition limitée est sortie le 13 décembre 2019. Le film est également sorti en VOD le 28 septembre 2017.

### Produits dérivés
Pour la promotion du film, les producteurs demandent à Don Post de produire en masse des crânes, des sorcières et des jack-o'-lantern. Les studios avaient déjà utilisé ces procédés pour La Planète des singes (1968), Star Wars, épisode IV : Un nouvel espoir (1977), et E.T. l'extra-terrestre (1981).
Don Post utilise les moules d'origines pour faire les masques afin qu'ils soient bien détaillés, « parce que les masques sont si importants pour le film, qu'ils pourraient devenir culte ; les fans veulent les porter lorsqu'ils vont voir le film. » On peut voir un exemple dans Scream 2. Les fans portent le masque du tueur en se rendant au cinéma. Les masques se sont vendus pour 25 dollars dans les magasins.
Le scénario est adapté en livre de poche, écrit en 1982 par l'écrivain de science-fiction Dennis Etchison, sous le pseudonyme de Jack Martin. Le livre devint un best-seller et sera réédité en 1984. Etchison avait déjà écrit le livre de poche Halloween 2 l'année précédente.